# بلد (مجارستان)
بِلِد (به مجاری:  Beled) یک شهرداری در مجارستان است که در دیور-موشون-شوپرون واقع شده‌است.

## خصوصیات
بلد ۲۶٫۴۷ کیلومترمربع مساحت و ۲٬۶۸۶ نفر جمعیت دارد.